# Associazione Calcio Spezia 1990-1991
Questa pagina raccoglie le informazioni riguardanti l'Associazione Calcio Spezia nelle competizioni ufficiali della stagione 1990-1991.

## Stagione
Chiusa dopo cinque stagioni l'era di Sergio Carpanesi quale tecnico, si riparte con l'allenatore Ferruccio Mazzola esperto della categoria. Si parte dal ritiro estivo di Fiumalbo sull'Appennino modenese. La truppa di Mazzola disputa un buon torneo, anche se per le piazze che valgono la Serie B, la lotta è ristretta a Piacenza, Venezia, Como ed Empoli, con le prime due a spuntarla. Gli aquilotti chiudono il campionato con un ottimo quinto posto e con il titolo di "ammazzagrandi", il Piacenza di Gigi Cagni lascia 3 punti su 4 ai bianconeri, l'Empoli di Vitali cade al "Picco", il Como di Bersellini ed il Venezia di Zaccheroni, non vanno oltre il pareggio. Nella Coppa Italia gli aquilotti disputano il girone F, piazzandosi al terzo posto alle spalle di Carrarese e Viareggio che superano il turno. Miglior realizzatore stagionale dei bianconeri è stato Andrea Mariano, arrivato dal Montevarchi ed autore di 10 reti, 6 delle quali in campionato e 4 in Coppa Italia.

## Rosa
| N. |                   | Ruolo | Calciatore         |
| -- | ----------------- | ----- | ------------------ |
|    | Italia (bandiera) | P     | Filippo De Lorenzo |
|    | Italia (bandiera) | C     | Sergio Casilli     |
|    | Italia (bandiera) | C     | Daniele Catto      |
|    | Italia (bandiera) | C     | Gerry Cavallo      |
|    | Italia (bandiera) | A     | Giovanni Ceccarini |
|    | Italia (bandiera) | A     | Daniele Genovese   |
|    | Italia (bandiera) | A     | Federico Giampaolo |
|    | Italia (bandiera) | A     | Andrea Mariano     |
|    | Italia (bandiera) | C     | Liborio Mirisola   |
|    | Italia (bandiera) | P     | Luca Mondini       |

| N. |                   | Ruolo | Calciatore           |
| -- | ----------------- | ----- | -------------------- |
|    | Italia (bandiera) | D     | Danio Montani        |
|    | Italia (bandiera) | C     | Marco Moro           |
|    | Italia (bandiera) | A     | Santo Perrotta       |
|    | Italia (bandiera) | C     | Giuseppe Pregnolato  |
|    | Italia (bandiera) | A     | Carlo Sassarini      |
|    | Italia (bandiera) | D     | Paolo Siroti         |
|    | Italia (bandiera) | D     | Francesco Siviero    |
|    | Italia (bandiera) | A     | Marco Spilli         |
|    | Italia (bandiera) | D     | Ildebrando Stafico   |
|    | Italia (bandiera) | D     | Pier Antonio Torroni |

## Risultati

### Campionato

#### Girone di andata
| Arbitro: | Morello (Ragusa) |

|                                   |           |             |
| Civeriati 48’ (rig.) Perrotti 85’ | Marcatori | 72’ Cavallo |

| Arbitro: | Rocchi (Roma) |

|             |           |  |
| Mariano 80’ | Marcatori |  |

| Como 30 settembre 1990 3ª giornata | Como            | 0 – 0 | Spezia | Stadio Giuseppe Sinigaglia\| Arbitro: \| Braschi (Prato) \| |
| Arbitro:                           | Braschi (Prato) |       |        |                                                             |

| Arbitro: | Racalbuto (Gallarate) |

|                                  |           |            |
| Pregnolato 54’ Perrotta 65’, 67’ | Marcatori | 58’ Troscè |

| Empoli 14 ottobre 1990 5ª giornata | Empoli                 | 0 – 0 | Spezia | Stadio Carlo Castellani\| Arbitro: \| Conocchiari (Macerata) \| |
| Arbitro:                           | Conocchiari (Macerata) |       |        |                                                                 |

| Arbitro: | Freddi (Sassari) |

|            |           |             |
| Faccini 5’ | Marcatori | 53’ Mariano |

| Arbitro: | Contente (Salerno) |

|                                        |           |               |
| Perrotta 22’ Giampaolo 64’ Mariano 67’ | Marcatori | 86’ Antonioli |

| Arbitro: | Rausa (Cosenza) |

|                                            |           |                    |
| Di Biagio 18’ Mandelli 50’, 67’ Perugi 80’ | Marcatori | 84’ (rig.) Mariano |

| Arbitro: | Capraro (Cassino) |

|                    |           |  |
| Mariano 65’ (rig.) | Marcatori |  |

| La Spezia 25 novembre 1990 10ª giornata | Spezia             | 0 – 0 | Pro Sesto | Stadio Alberto Picco\| Arbitro: \| Capovilla (Verona) \| |
| Arbitro:                                | Capovilla (Verona) |       |           |                                                          |

| Casale Monferrato 2 dicembre 1990 11ª giornata | Casale           | 0 – 0 | Spezia | Stadio Natale Palli\| Arbitro: \| Lelli (Grosseto) \| |
| Arbitro:                                       | Lelli (Grosseto) |       |        |                                                       |

| Arbitro: | Masulli (Cremona) |

|                    |           |  |
| Giampaolo 57’, 85’ | Marcatori |  |

| Arbitro: | Pellegrino (Barcellona Pozzo di Gotto) |

|           |           |  |
| Carta 65’ | Marcatori |  |

| La Spezia 30 dicembre 1990 14ª giornata | Spezia              | 0 – 0 | Vicenza | Stadio Alberto Picco\| Arbitro: \| Minotti (Frosinone) \| |
| Arbitro:                                | Minotti (Frosinone) |       |         |                                                           |

| Arbitro: | Contente (Salerno) |

|                |           |                         |
| Cornacchini 9’ | Marcatori | 70’ Mariano 87’ Montani |

| La Spezia 13 gennaio 1991 16ª giornata | Spezia          | 0 – 0 | Mantova | Stadio Alberto Picco\| Arbitro: \| Rizzo (Catania) \| |
| Arbitro:                               | Rizzo (Catania) |       |         |                                                       |

| Carpi 20 gennaio 1991 17ª giornata | Carpi          | 0 – 0 | Spezia | Stadio Sandro Cabassi\| Arbitro: \| Ferro (Verona) \| |
| Arbitro:                           | Ferro (Verona) |       |        |                                                       |

#### Girone di ritorno
| La Spezia 3 febbraio 1991 18ª giornata | Spezia                 | 0 – 0 | Venezia | Stadio Alberto Picco\| Arbitro: \| Brasca (Busto Arsizio) \| |
| Arbitro:                               | Brasca (Busto Arsizio) |       |         |                                                              |

| Arbitro: | Baglieri (Tivoli) |

|                                              |           |              |
| Bizzarri 21’ Siviero 47’ (aut.) Brescini 67’ | Marcatori | 27’ Vianello |

| Arbitro: | Dinelli (Lucca) |

|  |           |              |
|  | Marcatori | 79’ Pradella |

| Arbitro: | Scarcella (Cosenza) |

|                       |           |  |
| Vivarelli 47’ Bia 78’ | Marcatori |  |

| Arbitro: | Santoruvo (Bari) |

|          |           |  |
| Moro 30’ | Marcatori |  |

| La Spezia 17 marzo 1991 23ª giornata | Spezia         | 0 – 0 | Baracca Lugo | Stadio Alberto Picco\| Arbitro: \| Pala (Sassari) \| |
| Arbitro:                             | Pala (Sassari) |       |              |                                                      |

| Varese 24 marzo 1991 24ª giornata | Varese                    | 0 – 0 | Spezia | Stadio Franco Ossola\| Arbitro: \| Misticoni (Ascoli Piceno) \| |
| Arbitro:                          | Misticoni (Ascoli Piceno) |       |        |                                                                 |

| Arbitro: | Casoli (Reggio Emilia) |

|                           |           |  |
| Casilli 32’ Giampaolo 47’ | Marcatori |  |

| Arbitro: | Moretti (Cosenza) |

|                   |           |  |
| Solimeno 33’, 52’ | Marcatori |  |

| Arbitro: | Carozzi (Alessandria) |

|  |           |              |
|  | Marcatori | 35’ Perrotta |

| La Spezia 28 aprile 1991 28ª giornata | Spezia          | 0 – 0 | Casale | Stadio Alberto Picco\| Arbitro: \| Forte (Marsala) \| |
| Arbitro:                              | Forte (Marsala) |       |        |                                                       |

| Arbitro: | Paterna (Teramo) |

|                                  |           |  |
| Montani 54’ (aut.) Bracaloni 92’ | Marcatori |  |

| Arbitro: | Bortoli (Schio) |

|           |           |  |
| Catto 27’ | Marcatori |  |

| Arbitro: | Morgillo (Potenza) |

|  |           |           |
|  | Marcatori | 27’ Catto |

| Arbitro: | Rodomonti (Teramo) |

|               |           |                 |
| Sassarini 37’ | Marcatori | 51’ Cornacchini |

| Mantova 2 giugno 1991 33ª giornata | Mantova          | 0 – 0 | Spezia | Stadio Danilo Martelli\| Arbitro: \| Contu (Carbonia) \| |
| Arbitro:                           | Contu (Carbonia) |       |        |                                                          |

| Arbitro: | Conocchiari (Macerata) |

|  |           |             |
|  | Marcatori | 33’ Bagnoli |

### Coppa Italia
| Arbitro: | Carozzi (Alessandria) |

|                        |           |              |
| Pasquini 1’ Lazzini 8’ | Marcatori | 55’ Perrotta |

| Arbitro: | Branzoni (Pavia) |

|                         |           |              |
| Casilli 33’ Mariano 54’ | Marcatori | 6’ Tintisona |

| Arbitro: | Galluccio (Parma) |

|             |           |               |
| Sormani 91’ | Marcatori | 53’ Giampaolo |

| Arbitro: | Aricò (Milano) |

|                                              |           |  |
| Mariano 40’ Cavallo 76’ (rig.) Giampaolo 89’ | Marcatori |  |

| Cecina 5 settembre 1990 6ª giornata | Cecina             | 0 – 0 | Spezia | Stadio Comunale\| Arbitro: \| Bignozzi (Ferrara) \| |
| Arbitro:                            | Bignozzi (Ferrara) |       |        |                                                     |

| Arbitro: | Curotti (Perugia) |

|                  |           |  |
| Mariano 45’, 59’ | Marcatori |  |